# Termas de Chillán

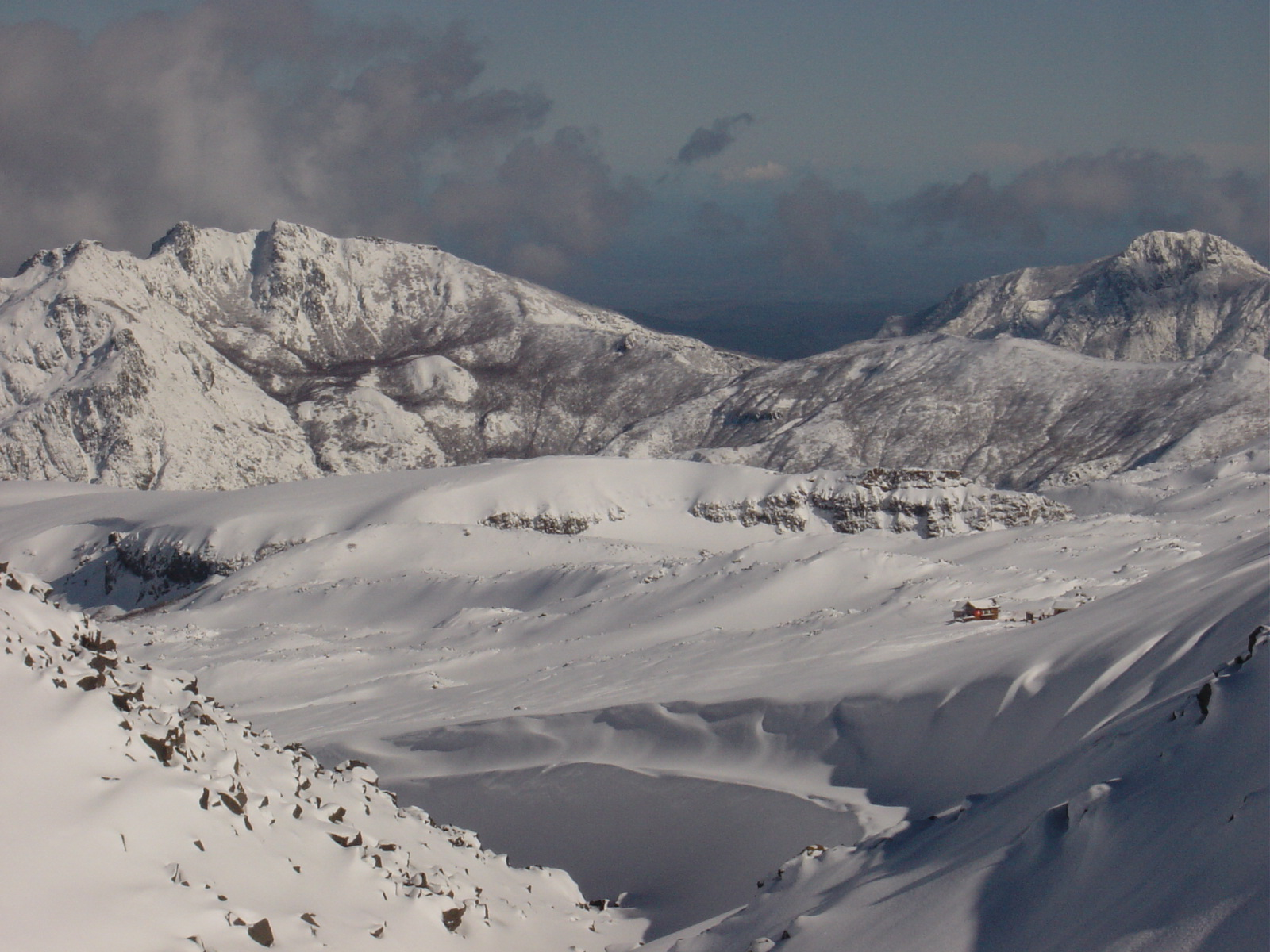
Skigebiet von Termas de Chillan

Termas de Chillán ist ein Wintersportgebiet in den chilenischen Anden auf etwa 1800 Meter ü. d. M. unterhalb eines vergletscherten, dampfenden Vulkans, circa 75 km östlich von Chillán mit heißen Thermalbädern.
Das Skigebiet hat acht Lifte von 1800 bis 2500 Meter Höhe ü. d. M. und gilt als eines der schneereichsten Wintersportorte in Südamerika. Wintersaison ist von Ende Juni bis Anfang Oktober.